# Avtoportret s sončnico
Avtoportret s sončnico je avtoportret Anthonisa van Dycka, flamskega baročnega umetnika iz Antwerpna na Španski Nizozemski. Olje na platnu naj bi bilo naslikano med letoma 1632–1633. Anthonis van Dyck, ki je sliko ustvaril na vrhuncu svoje slave, je med delom na tem avtoportretu služil kot »glavni dvorni slikar« ("principal Paynter in order to their Majesties") na dvoru Karla I.. Simbolika za sončnico in zlato verigo je bila sporna točka med različnimi umetnostnimi zgodovinarji. Njegovi uspešni podvigi v južnem delu Nizozemske in Italije so ga spodbudili v kariero dvornega slikarja in postal ljubljenec kralja Karla I. in njegovega dvora. Van Dyckova predanost ujetju podobe svojih modelov mu je dala oblast nad svetom portretiranja dolgo po njegovi smrti leta 1641. S tako dolgo in zgodovinsko kariero v umetnosti se je njegova portretna tehnika razvila v tisto, kar imenujemo njegovo pozno angleško obdobje, kot ga vidimo v Avtoportretu s sončnico. To delo je zdaj v zasebni zbirki vojvode Westminsterskega, ki je v Eaton Hallu v Cheshiru.

## Opis
Na portretu je umetnik Anthony van Dyck, ki gleda gledalca čez ramo. Njegov pogled se osredotoča na gledalca, kot da bi bil mirno presenečen nad prisotnostjo opazovalca. Njegova desna roka se dotika spodnjih cvetnih listov rumene sončnice. Njegov levi kazalec in palec držita zlato verižico, ki se razteza čez desno ramo in navzdol po zadnji strani. To je vizualni trik za opozarjanje na verigo in sporočilo, ki ga prikazuje. Ta verižica se razume kot darilo, ki ga je umetnik prejel od svojega pokrovitelja Karla I. Zlata verižica drži medaljo s podobo kralja, vendar jo skriva umetnikov desni rokav. Upodobljen je na prostem v naravi, kot se vidijo oblaki v ozadju. Oblečen je v bogato obarvan rožnat plašč z belo srajco, vidno na njegovem ovratniku, srajčnih manšetah in tankim razporkom na hrbtu. Vir svetlobe seva iz spodnjega levega kota in osvetljuje zunanje cvetne liste sončnice. To daje vizualni učinek sončnice, ki "sije" na obrazu Anthonisa van Dycka v znak odobravanja, kar je običajna interpretacija sončnice.

## Ozadje

### Van Dyck na dvoru Karla I.
Kralj Karel I. je bil znan po svojem pokroviteljstvu umetnosti in je v zgodnjih 17. stoletjih močno razširil svojo zbirko umetnin z dodatkom del, ki so bila nekoč v lasti vojvode Mantove. Na vrhuncu svoje vladavine je Karel zbral veliko zbirko del, ki je skupaj obsegala približno 1750 slik, od katerih je nekatere ustvaril Van Dyck. Kmalu po svojem kronanju leta 1626 si je kralj prizadeval ustvariti floto baročnih umetnikov, vključno s Petrom Paulom Rubensom in Oraziom Gentileschijem, ki bi delali in živeli v Angliji. Nizozemski umetnik Daniël Mytens je bil Karlov uradni dvorni slikar pred Van Dyckovim prihodom v Anglijo, vendar mu je manjkalo veščin, da bi Karla upodobil tako kraljevsko, kot si je želel. Van Dyck je bil kmalu iskan zaradi svojega dela, potem ko je dvornim uradnikom predložil avtoportret, skupaj z verskim delom, ustvarjenim za francosko kraljico Henrietto Mario. Aprila 1632 so ga prosili, naj pride v Anglijo, pozneje julija je bil za svoje delo in zvestobo kroni povzdignjen v viteza, nato pa je postal Karlov ljubljenec. Prejel je mirno lastno hišo skupaj z lepo pokojnino v višini 200 funtov letno. Ocenjuje se, da je Van Dyck ustvaril več kot 40 portretov kralja Karla skupaj z različnimi drugimi slikami kraljeve družine skupaj. Ta dela so bila običajno poslana drugim monarhom in so delovala kot diplomatska darila. V Angliji je Van Dyck lahko obsežneje razvil svoj slog in dobro živel v okviru svojih zmožnosti kot umetnik.

### Izvor
Slika pripada zasebni zbirki vojvode Westminstrskega. Trenutno je v podeželski hiši Eaton Hall v Cheshiru v Angliji. Ker je delo v zasebni zbirki, trenutno ni in že lep čas ni bilo na ogled. Trenutni imetnik naziva vojvoda in nadzornik Eaton Halla je Hugh Grosvenor, sedmi vojvoda Westminstrski. Mladi aristokrat milijarder ima neto vrednost skoraj 9 milijard funtov, zaradi česar je najbogatejši človek na svetu, mlajši od 30 let. Leta 2013 je bil imenovan za botra princa Georgea Cambriškega. Avtoportret s sončnico najde odlično družbo med zbirko, ki so jo Grosvenorji zbirali skozi stoletja; nekatera druga pomembna imena v njihovi zasebni zbirki so Rembrandt, Thomas Gainsborough in Claude Lorrain. Znano je, da je vojvoda posodil dela za peščico eksponatov, vendar Van Dyckov avtoportret ni bil javno prikazan že več kot desetletje. Vojvodov tiskovni predstavnik je leta 2007 komentiral, da zasebnih sestankov za ogled katerega koli dela v zbirki ne bo. Slika je bila prikazana na razstavi Karel I.: King and Collector na Kraljevi akademiji umetnosti od 27. januarja do 15. aprila 2018.

## Razlaga

### Sončnica
Zgodovinarji in učenjaki so vneto razpravljali o simboliki sončnice. Koncept jezika rož in izpeljave simbolike iz rastlin še nista pridobila priljubljenosti, ki jo bo imela pozneje v literaturi, umetnosti, poeziji in še več; pomembno pa je poudariti, da je bila množica cvetja že v baroku povezana z določenimi lastnostmi in značilnostmi. Sončnica (Helianthus annuus) je simbol predanosti in zvestobe, ker se čez dan obrne, da bi sledila soncu na njegovem hodu po nebu, kar se odraža v njenem francoskem imenu tournesol, španskem girasol, italijanskem girasole itd. Ta očitna simbolika je bila naravno zapisana v angleških knjigah z emblemi iz 17. stoletja, v katerih sončnica predstavlja zvestobo. Številne od teh emblemskih knjig so bile objavljene in na voljo v Van Dyckovem domačem mestu, Antwerpnu, vendar je značilnost rastline znana vsakemu vrtnarju in literarni vir ni potreben. Čeprav ni osebno izjavil, da je ta predanost posebej kroni, je bilo tolmačeno, da je ta portret izjava zvestobe samo Karlu I. Van Dyck se je veselil kot dvorni slikar angleškega kralja, bil pa je tudi dosežek, na katerega bi bil vsak umetnik ponosen, da ga zaposlijo. Zgodovinarji hitro priznajo, da je zlata verižica, ki jo je Van Dyck obesil čez desno ramo, umetniku podaril njegov mecen, poleg tega pa je delo ustvarjeno na vrhuncu njegove kariere, ko je živel na dvoru monarha. Sončnica in njen položaj naj bi bil obrnjen proti njemu, kar kaže na to, da ga monarhija odobrava.
Vendar pa ni enotnega mnenja, da obstaja neposredna povezava med umetnikom in mecenom. Anthonis van Dyck je verjetno med letoma 1635 in 1650 ustvaril delo, ki prikazuje njegovega dragega prijatelja sira Kenelma Digbyja, angleškega astrologa, naravnega filozofa in kraljevega dvorjana. Olje na platnu nosi naslov Sir Kenelm Digby s sončnico. Dokaz prijateljstva med obema možema bi bilo več portretov, ki jih je Van Dyck naslikal v čast pokojni Venetii Stanley, Digbyjevi ženi. Končal je tudi družinski portret para Digby in njunih dveh majhnih otrok med letoma 1632–33, v istih letih, kot je delal na svojem sončničnem avtoportretu. Sončnica na portretu Kenelma Digbyja ne bi imela smisla, da bi delovala kot enako simbolično prikimavanje kroni. Bolj natančno bi bilo, če bi sončnica tukaj simbolizirala predanost in zvestobo, kajti Digby je sredi 1620-ih služil kroni kot neuradni pomorski svetovalec, leta 1641 pa se je boril tudi v dvoboju v bran kralju in njegovemu soimenjaku. Tisti, ki podpirajo to posebno teorijo, prav tako trdijo, da Van Dyckova osebna narava ni bila primerna za hvalisanje glede njegove odvisnosti od drugega, tudi če je bila ta oseba angleški kralj.
Kasneje, v zgodnjih 1640-ih, je bil portret uporabljen med angleško državljansko vojno kot ohlapno definiran propagandni del, ki je prepričeval državljane, naj združijo orožje za rojalistično zvestobo, in je to uspešno storilo pri združevanju od vojne razdejanega kraljestva. To je dokaz, ki dokazuje, da če bi bila sončnica samo simbol Van Dyckove zvestobe njegovemu mecenu, portret ne bi bil tako naklonjen širokemu občinstvu, ki je v umetniškem delu iskalo navdih in povezljiv pomen.

### Zlata veriga
Znano je, da je verižica, ki jo nosi Anthonis van Dyck na portretu, znak hvaležnosti Karla I. za njegovo umetniško delo. Van Dyck je bil v Angliji le malo več kot eno leto, preden so sodni uradniki izdali nalog za podelitev medalje z 'vrednostjo sto deset funtov'. Zgodovinarji menijo, da je verižico in medaljo oblikoval Nicolas Briot. Pogosto so bila darila, kot so ta, vključena v ceno naročila, ki naj bi jo umetniku plačali po dokončanju dela. Ne samo, da je bil znak hvaležnosti priznanje delu, ki ga je Van Dyck opravil v svojem prvem letu kot dvorni slikar, ampak tudi kraljevi odlok o njegovem statusu v Angliji. Če primerjamo umetnikove druge avtoportrete, zlasti tiste, ki jih je naredil, ko je bil učenec pri Petru Paulu Rubensu, se način upodabljanja preprostih, funkcionalnih verig močno razlikuje od navzven odkritega okrasja, ki ga nosi v Avtoportretu s sončnico. Dotik verige je simbol njegove globoke in dejavne vpletenosti v svoje dolžnosti, vendar se vzdrži tega, da bi bil središče avtoportreta, tako da uravnoteži podobo verige s sončnico.

### Van Dyck ali Vandyke Beard
Anthonis van Dyck je bil dobro znan po številnih poskusih ujetja lastne podobe na platno. Tako so bili gledalci skozi njegovo umetniško delo izpostavljeni njegovemu edinstvenemu slogu. Van Dyck je lahko vplival na Angleže 17. stoletja, da so prevzeli njegove manire in zunanji videz. Bil je znan po tem, da je svoje dlake na obrazu nosil na poseben način, pozneje pa je videz populariziral tako, da je svoje različne modele slikal z isto brado. Slog, znan kot Van Dyckova brada, je bil sestavljen iz brkov in kozje bradice s popolnoma obritimi lasmi na licih. Brki so lahko zavihani na konicah in vključujejo ali izključujejo obliž duše, odvisno od osebnih želja. Videz je veljal za kraljevski in mogočni videz, sam kralj Karel I. pa je bil na svojih portretih pogosto rad upodobljen s pričesko na obrazu. Ker so Karla I. tako pogosto videli z brado Van Dycka, jo imenujejo tudi "Charlie". Trend je počasi zamrl, preden je praktično izginil iz mode v času angleške obnove pod vladavino kralja Karla II.
V Avtoportretu s sončnico Van Dyck nosi klasično "Vandyke"; njegova podbradna kozja bradica je sestavljena iz zoženega konca, konice njegovih brkov pa so zavihane in usmerjene navzgor. Njegova zgornja ustnica je skoraj skrita z gostimi, temnimi dlakami njegovih brkov, medtem ko ostaja čisto postrižena, kar kaže na ponos, ki ga ima na rast svojih las in svoj videz.

## Kopije
Obstaja kopija slike, ki jo je prav tako naslikal van Dyck, v lasti fundacije palače Friedenstein v Gothi (Nemčija). Ta slika je bila ukradena leta 1979 in ponovno prikazana leta 2019.